# コリンダーカタログ
コリンダーカタログ（Collinder Catalogue）は、スウェーデンの天文学者ペール・コリンダーが作成した、471個の散開星団を集録したカタログである。

## 概要
1931年に、コリンダーが発表した論文“On Structural Properties of Open Galactic Clusters and their Spatial Distribution（銀河系内の散開星団とその空間分布の構造的な特徴について）”の付録として公表された。1919年に、クヌート・ルントマルクが作り始めたカタログで、ヘンリー・ドレイパーカタログなどの測光データと分光データを兼ね備えたカタログデータを基に、散開星団までの距離を求めることを目的としていた。
カタログには座標の他、フランクリン=アダムズ星図の調査から導いた物理的、形態学的パラメータ、及びそこから計算した距離が記載されている。星団内の恒星の分布傾向によって掲載天体を分類しているが、その分類補法が独特で、星の密集度が高くて偏りが小さく明るさも多様な「プレセペ型」、ややまばら／不規則で明るさもばらつく「プレアデス型」、星雲を伴っている「星雲型」、一つの明るい星の周囲に暗い星が集まり明るさの差が大きい「じょうぎ座μ型」、という分類になっている。
コリンダーカタログに掲載されている天体の大部分は、ニュージェネラルカタログ、インデックスカタログなど他の天体カタログの掲載天体との重複で、カタログ自体にもそれは記載されている。

## 命名規則
カタログ掲載天体は、Collinder+カタログ番号（例えば、Collinder 399）、または省略して、Col+カタログ番号もしくはCr+カタログ番号で表記する。

## 主なコリンダー天体
| - Collinder 6(NGC 188) - Collinder 12 (NGC 457) - E.T.星団 - Collinder 13 (NGC 559) - Collinder 14 (M103) - Collinder 20 (NGC 663) - Collinder 23 (NGC 752) - Collinder 24 h-χ 二重星団 - Collinder 25 h-χ 二重星団 - Collinder 31(M34) - Collinder 39(Mel 20) - ペルセウス座α星星団 - Collinder 42(M45) - プレアデス星団、すばる - Collinder 50(Mel 25) - ヒアデス星団 - Collinder 67(M38) - Collinder 69 - オリオン座λ星星団 - Collinder 70 - オリオンのベルト - Collinder 71(M36) - Collinder 75(M37) - Collinder 82(M35) - Collinder 99(NGC 2244) - ばら星雲中の散開星団 - Collinder 118(M41) - Collinder 124(M50) - Collinder 134(NGC 2360) - カロラインの星団 | - Collinder 136(NGC 2362) - おおいぬ座τ星星団 - Collinder 152(M47) - Collinder 159(M46) - Collinder 160(M93) - Collinder 165(NGC 2477) - Collinder 170(NGC 2506) - Collinder 172(NGC 2516) - Southern Beehive - Collinder 179(M48) - Collinder 189(M44) - プレセペ星団 - Collinder 191(IC 2391) - ほ座ο星星団 - Collinder 204(M67) - Collinder 224(NGC 3293) - Collinder 229(IC 2602) - 南天のプレアデス - Collinder 238(NGC 3532) - 願いの井戸星団 - Collinder 248(NGC 3766) - Collinder 249 - IC 2944（ケンタウルス座λ星星雲）中の星団 - Collinder 256(Mel 111) - かみのけ座を構成する散開星団 - Collinder 263(NGC 4609) - Collinder 264(NGC 4755) - （ハーシェルの）宝石箱 - Collinder 285 - おおぐま座運動星団 - Collinder 290(NGC 5823) - Collinder 296(NGC 6025) | - Collinder 300(NGC 6087) - Collinder 301(NGC 6124) - Collinder 310(NGC 6193) - Collinder 315(NGC 6231) - Collinder 341(M6) - バタフライ星団 - Collinder 354(M7) - トレミー星団 - Collinder 356(M23) - Collinder 363(M21) - Collinder 374 - M24中の散開星団（NGC 6603） - Collinder 375 - M16(わし星雲)中の散開星団 - Collinder 376(M18) - Collinder 382(M25) - Collinder 389(M26) - Collinder 391(M11) - 野鴨星団 - Collinder 399 - コートハンガー（アステリズム） - Collinder 417(NGC 6885) - Collinder 422(M29) - Collinder 426(M73) - Collinder 429(NGC 7023) - アイリス星雲中の散開星団 - Collinder 438(M39) - Collinder 455(M52) - Collinder 470 - IC 5146（まゆ星雲）中の散開星団 |